# Tammám Salám
Tammám Salám (arabsky تمام صائب سلام‎, * 13. května 1945 v Bejrútu) je sunnitský libanonský politik, který byl od 15. února 2014 premiér Libanonu a od května téhož roku byl prozatímní prezident Libanonu. Pověřen sestavením vlády byl 6. dubna 2013 a sestavit čtyřiadvacetičlennou vládu, v níž jsou zastoupeni rovným dílem sunnité, šíité a příznivci prezidenta Michela Sulajmána, mu trvalo deset měsíců. Jeho mandát skončil 1. listopadu 2016, kdy byl novým libanonským prezidentem zvolen maronita Michel Aoun. Ve funkci premiéra nahradil Nadžíba Míkátího.
Tammám Salám pochází z významné libanonské rodiny, je nejstarším synem Saíba Saláma, jenž byl opakovaně, ovšem s přestávkami, libanonským premiérem v padesátých, šedesátých a sedmdesátých letech dvacátého století.